# 麥迪遜鎮區 (密蘇里州錫達縣)
麥迪遜鎮區（英語：Madison Township）是位於美國密蘇里州錫達縣的一個行政鎮區。

## 地方資料
麥迪遜鎮區的面積為154.82平方千米，當中陸地面積為119.20平方千米，而水域面積為35.61平方千米。根據2020年美國人口普查的數據，當地共有人口978人，而人口密度為每平方千米6.32人。